# Cranaus (geslacht)
Cranaus is een geslacht van hooiwagens uit de familie Cranaidae.
De wetenschappelijke naam Cranaus is voor het eerst geldig gepubliceerd door Simon in 1879.

## Soorten
Cranaus omvat de volgende 10 soorten:
- Cranaus albipustulatus
- Cranaus bilunatus
- Cranaus chlorogaster
- Cranaus cinnamomeus
- Cranaus filipes
- Cranaus flaviaculeatus
- Cranaus hickmanni
- Cranaus injucundus
- Cranaus praedo
- Cranaus spinipalpus